# Inez Bensusan
Inez Bensusan (Sídney, 1871–1967) fue una dramaturga, actriz y sufragista australiana activa en el Reino Unido. Lideró la Liga de Franquicia de Actrices y la Liga Judía por el Sufragio Femenino, entre otras organizaciones que presidió o fundó.

## Biografía
Nació en el seno de una familia sefardí australiana que emigró a Inglaterra en 1893. Bensusan nació en Sídney en 1871.  Su padre Samuel Levy Bensusan,  era industrial minero. Su familia era rica y en 1893 se mudó a Inglaterra. Se convirtió en miembro de la Unión Social y Política de las Mujeres de Emmeline Pankhurst y en 1907 fue uno de las fundadoras de la Liga de Franquicia de Actrices. Escribió tres obras de un acto para la Liga y fue la jefa del departamento de interpretación.
En 1911 las sufragistas se oponían al censo. Como parte de su protesta, The Apple se realizó a la una de la mañana. Esta fue la segunda vez que se realizó la obra.
Al año siguiente formó parte del comité ejecutivo de la Liga Judía por el Sufragio Femenino.
En diciembre de 1913 formó una compañía de teatro para mujeres en el Coronet Theatre. El grupo tuvo una temporada exitosa pero el proyecto fue interrumpido por el estallido de la guerra. Su Compañía de Teatro de Mujeres pasó a entretener al ejército de Ocupación en Colonia. 
En 1946 cofundó la Casa de las Artes en Chiswick.

## Filmografía
- The Grit of a Jew (1917)
- Adam Bede (1918)

## Obra
- The Apple (1909)[4]
- Perfect Ladies (1909)
- Nobody's Sweetheart (1911)
- The Prodigal Passes (1914)
- The Singer of the Veldt
- True Womanhood (a film) (1911).